# Nehmé Tohmé
Nehmé Tohmé est un homme politique et un homme d’affaires libanais.

## Biographie
Né à Moukhtara en 1934, il a suivi une carrière d’ingénieur après des études à l’AUB. Fondateur en 1972 de la société al-Mabani de génie et d’entreprise, il est actionnaire de nombreuses sociétés et banques, et participe à de nombreuses activités sociales et caritatives au Chouf.
Il est élu député grec-catholique du Chouf en 2000, sur la liste dirigée par le leader druze Walid Joumblatt. Il est réélu à ce poste en 2005.
Il intègre le gouvernement de Fouad Siniora en juillet 2005 comme ministre des Déplacés. Il hérite ainsi de l’un des ministères les plus difficiles et un dossier épineux qui n’a toujours pas été résolu, malgré de nombreuses années de travail et beaucoup de soupçons de corruption et de malversations financières.